# Kalliopi Ango Ela
Kalliopi Ango Ela, née le 24 septembre 1962 à Paris 13e, est une enseignante et femme politique française (EELV).

## Biographie
Kalliopi Ango Ela vit depuis 1987 au Cameroun, pays de son mari décédé, Paul Ango Ela (1958-1998). 
Agrégée de géographie, elle enseigne au lycée français Fustel de Coulanges de Yaoundé et dirige la Fondation Paul Ango Ela de géopolitique en Afrique centrale.
Elle est conseillère élue de l'Assemblée des Français de l'étranger depuis 2009 pour la circonscription de Yaoundé (Cameroun, République centrafricaine, Tchad).
À la suite de la nomination d'Hélène Conway-Mouret au gouvernement Jean-Marc Ayrault, elle devient sénatrice des Français de l'étranger le 22 juillet 2012, ayant été candidate aux élections sénatoriales de 2011 en 3e position sur la liste « La France est notre pays, le monde est notre avenir » présentée par le PS et EELV. Elle siège au groupe écologiste. À la suite de la démission de ce gouvernement, Hélène Conway-Mouret redevient sénatrice à compter du 2 mai 2014.

## Bibliographie

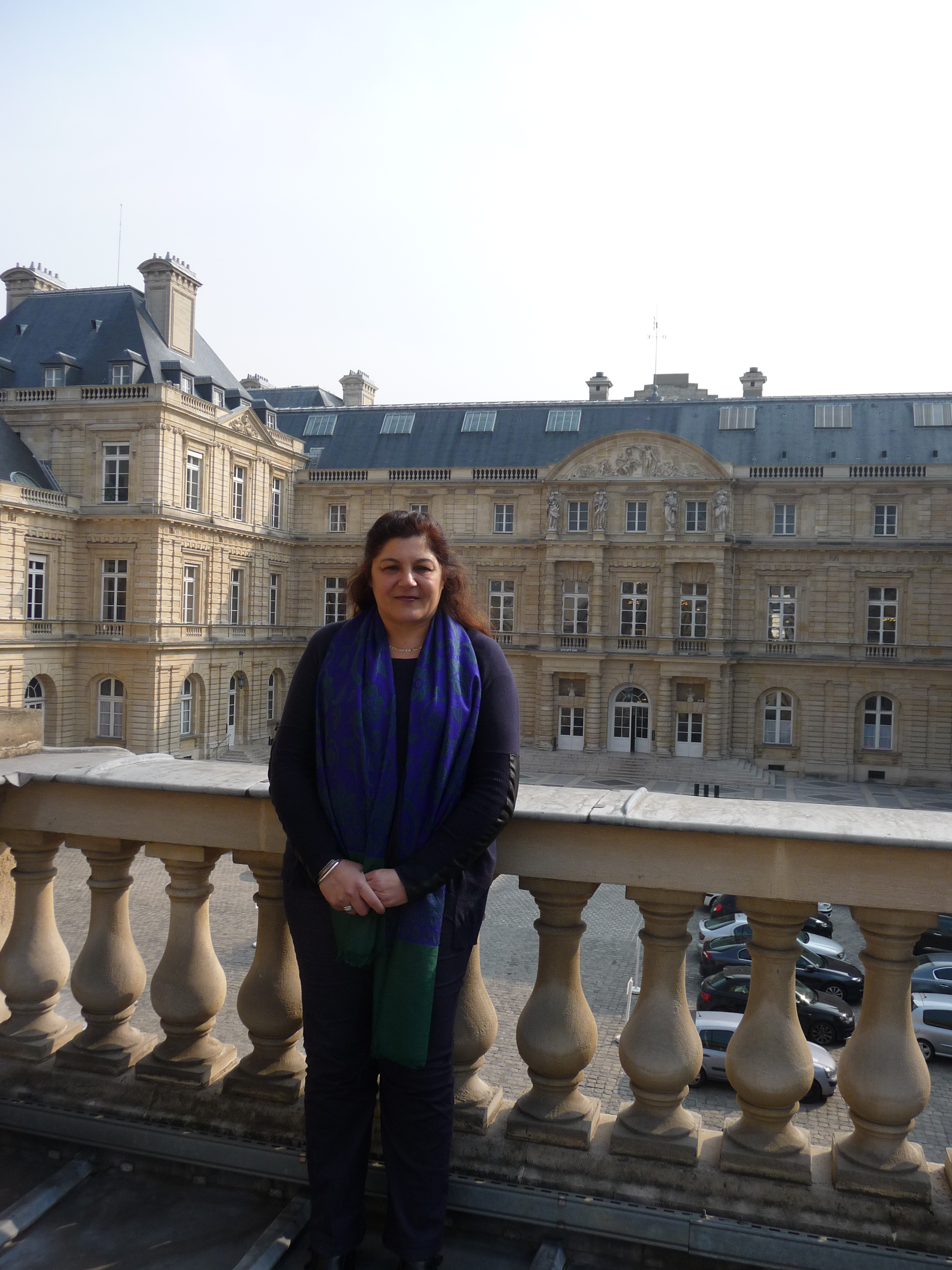
Kalliopi Ango Ela au palais du Luxembourg, en mars 2013.